# Billard
Pour les articles homonymes, voir Billard (homonymie).
Le billard est un jeu d'adresse à un ou plusieurs joueurs qui se pratique sur une table, recouverte d'un tissu (souvent vert ou bleu) et bordée de bandes, sur laquelle on fait rouler des billes  que l’on frappe à l’aide d’une queue.

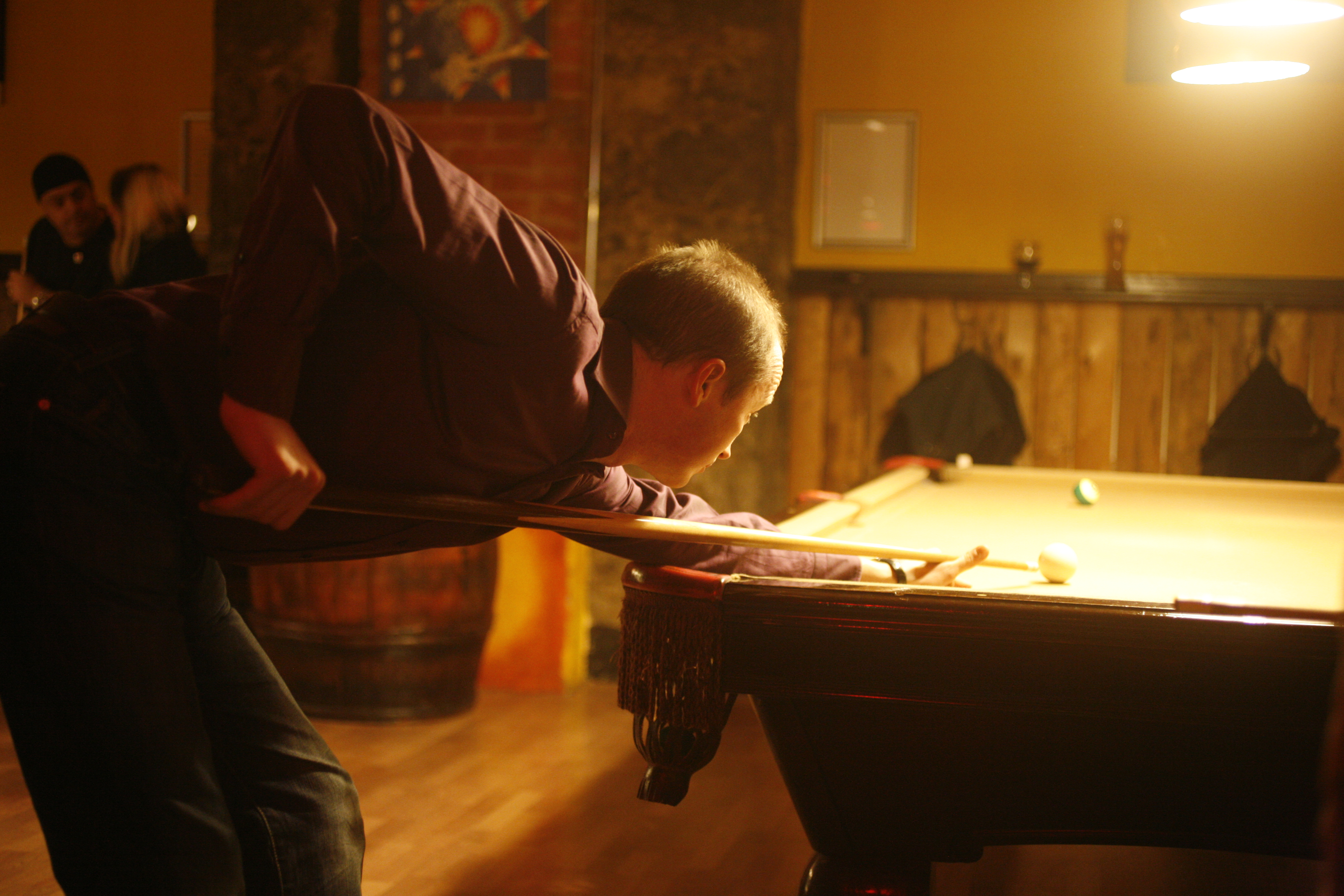
Un joueur de billard en 2007.

## Étymologie
En France, les premières tables de billard seraient apparues à cause du climat. Les nobles adeptes du croquet voulant jouer quel que soit le temps auraient introduit une version du jeu adaptée à l’intérieur des bâtiments, et par la suite développé une version sur table en poussant les billes non plus avec la tête des cannes de croquet, mais avec l’extrémité du manche. Le mot « billard » est attesté en français dès le XIVe siècle, il dérive de « bille » (dans le sens de « pièce de bois », « partie d’un tronc », mot d'origine gauloise) et il est d'abord employé pour désigner « un bâton recourbé pour pousser les boules ». Les sens modernes (« jeu », « table », puis « maison où se tient le jeu ») se développent à partir du XVIe siècle.
Une interprétation fantaisiste attribue le nom du billard à un tailleur anglais vivant à Londres en 1560, prénommé Bill, et qui avait pour habitude de jouer avec les trois billes qui composaient son enseigne en les poussant sur son comptoir à l’aide de son mètre de couturier. D’où le nom donné au jeu : Bill’s yard (littéralement : « le mètre de Bill »). Cette anecdote, rapportée par un journaliste dans L'Intermédiaire des chercheurs et des curieux sous le titre d'Histoire du billard, a été rapidement démontée car le jeu existait déjà depuis trois siècles et les tables étaient apparues en 1469.

## Historique

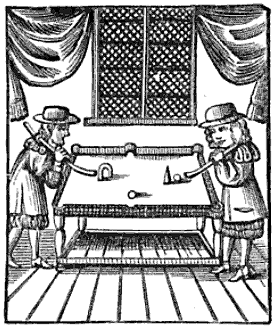
Table de billard vers 1674.

### Genèse du jeu
En France, le jeu était pratiqué au début à même le sol, comme une variété de croquet avec des arceaux.
En Angleterre, en Italie et en Espagne, il y avait des règles à peu près identiques et exigeait l’emploi de boules de bois ou billes de 10 cm de diamètre, manipulées à l’aide d’un bâton recourbé disposant d'une masse appelée baliyard en Angleterre, velorto en Espagne, biglia en Italie et lihard en France. Au travers du bâton, le joueur faisait glisser la masse pour percuter la bille, malgré les difficultés occasionnées lorsque la bille était trop proche de la bande. Cela dura environ deux siècles, puis le billard se joua sur des tables en conservant la plupart de ses principes antérieurs.
Au cours du XVe siècle, le premier modèle de table connu est attribué au maître ébéniste Henri de Vigne qui l’aurait conçu et réalisé en 1469 sur commande du roi Louis XI pour sa résidence du château de la Bastille. Ses dimensions étaient de huit pieds de long et quatre de large, il pesait 618 livres. Quatre aulnes de drap d’Elbeuf recouvraient une dalle de pierre. Mais c’est entre les années 1550 et 1630 que le jeu de billard entre dans les mœurs. Il existait alors à Paris entre 120 et 150 billards dont les tables avaient des formats variant de 6 à 12 pieds. Ce jeu était alors pratiqué aussi bien par des nobles que par des bourgeois, des écoliers ou des valets.
C’est le 16 mai 1634 que fut utilisé pour la première fois le mot « académie » pour une salle de billard. Le cardinal de Richelieu aimait le billard et en 1636 il installa l’Académie Royale pour la noblesse dans la rue Vieille-du-Temple. La connaissance complète de ce jeu était exigée lors des examens de sortie donnant droit à l’admission chez les mousquetaires du Roi. En 1680 fut créé, à Verviers (Belgique), par Henri Simonis, un tissage de laine qui allait prendre une extension considérable et permettre au jeu d’évoluer un peu plus vers ce qu’il est aujourd’hui.
Le premier traité de billard fut imprimé à Paris en 1588. Il fallut attendre décembre 1696 pour voir paraître le deuxième ouvrage édité sur le continent, à La Haye. Cependant, la première étude « scientifique » fut celle de M. de Mairan, en 1728. Très importante, elle fut déposée à l’Académie Royale des Sciences le 14 avril 1728. Le jeu de billard prit un tel essor qu’en 1790 on en comptait 800 dans les salles de la capitale. Dans les cas où la bille était trop proche de la bande, les meilleurs joueurs furent autorisés à utiliser l'arrière du bâton de billard, la queue, pour se dégager, malgré les risques avérés de déchirure du tapis. En se rendant compte que cette méthode permettait une visée plus précise (en se penchant sur le bâton), de plus en plus de joueurs se mirent à jouer avec la queue du bâton. Pour limiter les risques d'arrachement, la queue était alors biseautée pour qu'elle puisse glisser sur le tapis à l'image de la masse. Les queues de pool/snooker actuelles ont d'ailleurs gardé ce façonnage sur le talon. La queue du bâton étant en bois brut, le moindre effet entraînait forcément une fausse queue. Tous les coups se jouaient pleine bille.

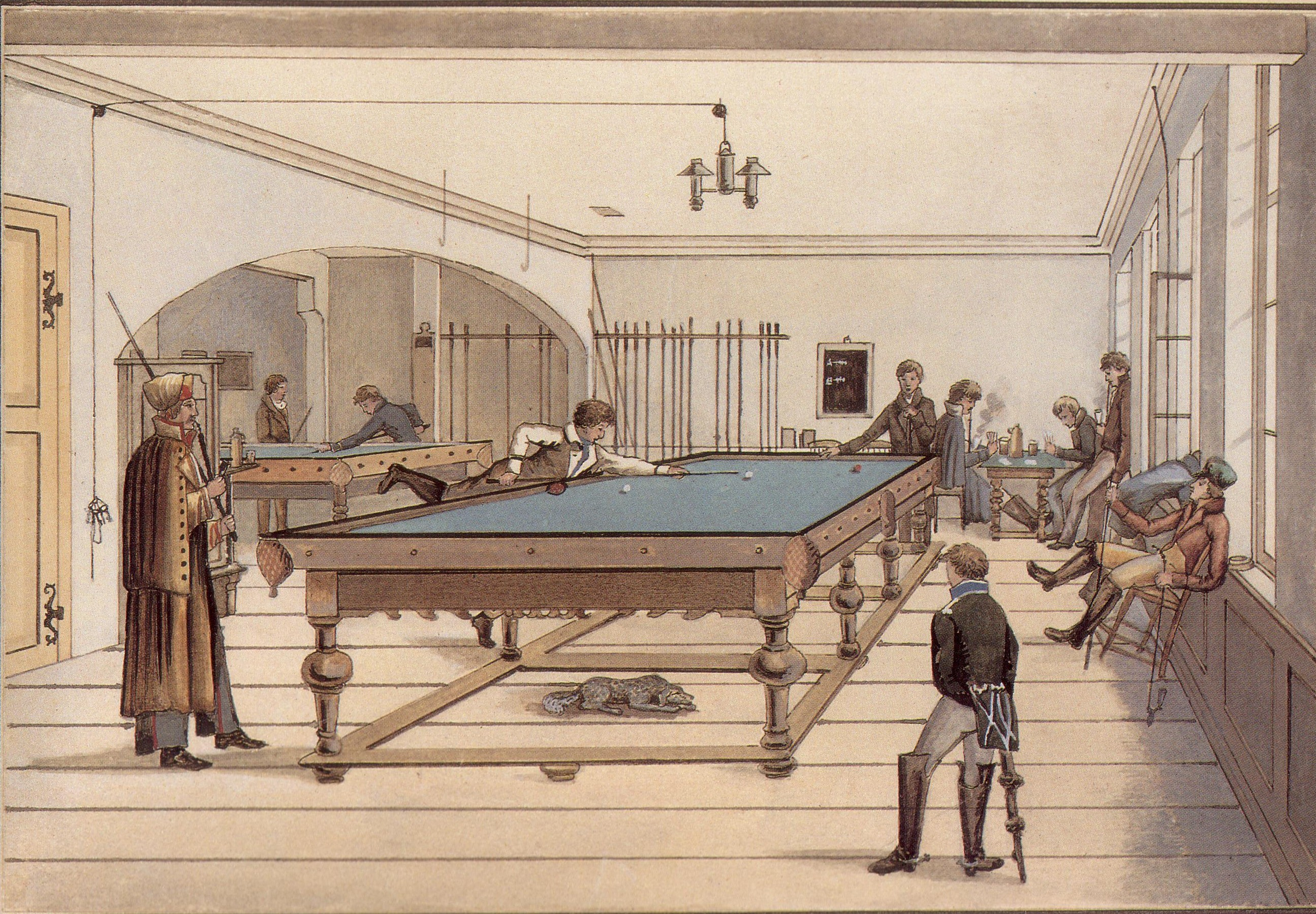
Début du XIXe siècle à Tübingen

Les parties jouées en 16 points jusqu’alors commencèrent à se jouer en 30 points grâce à l’amélioration du matériel. Le sport est essentiellement professionnel et les avancées techniques et juridiques de la discipline sont permises par la recherche d'une récompense financière pour les fabricants comme pour les joueurs de haut niveau. Le « billard français » tel qu’on le connaît aujourd’hui apparaît en 1850.
François Mingaud découvrit un procédé permettant d’exécuter des coups jusqu’alors inconnus. Ce procédé consistait en une rondelle de cuir (appelée procédé depuis) placée sur la queue et recouverte d’une craie appelée « blanc d’Espagne ». Mingaud avait fait paraître en 1831, un traité intitulé « Le noble jeu du billard – Coups extraordinaires et surprenants ». Le premier « rétro » de l’histoire du billard, c’est à lui qu’on le doit. La découverte et l’application des bandes de caoutchouc ainsi que l’ardoise pour les tables datent de 1835.
En 1840, le Palais Royal (salle de jeu parisienne) alignait 40 billards occupés jour et nuit. À partir de 1860, le chauffage des tables de billard s’effectuait avec des lampes à pétrole placées au-dessous. En 1900, on les chauffa au gaz et enfin, en 1925, à l’électricité.
Le jeu à trois billes remonte en France à 1850. C’est en 1873 qu’eut lieu le premier championnat du monde professionnel, qui fut remporté par le Français Garnier qui réalisa une moyenne générale de 9.32 avec une série de 113.
Concernant la facture des billes, l’ivoire est peu à peu remplacé depuis 1935 par des matières de synthèse. En 1865, John Wesley Hyatt prit un brevet pour le celluloïd substituant l’ivoire des billes. De nos jours, les billes sont en résine particulièrement dure, notamment en résine phénolique.
Le billard connaît un engouement très vif dans certains pays (notamment au Royaume-Uni où les compétitions de snooker sont diffusées à la télévision et est le troisième sport le plus populaire après le football et le rugby[réf. nécessaire]), par le côté spectaculaire de certains modes de jeu, et la discipline nécessaire à sa maîtrise.

### Organisation des clubs de billard

Logo de la Confédération mondiale de billard sportif (WCBS).

La Confédération mondiale de billard (World Confederation of Billiards Sports - WCBS) est membre du Comité international olympique et compte trois structures :
- Union mondiale de billard (UMB) : Carambole (libre, 1 bandes, 3 bandes, artistique, cadres) et Quilles.
- Association mondiale de pool et billard (en) (World Pool-Billiard Association - WPA) : Billard américain (8 & 9-ball) et Blackball
- Fédération mondiale de snooker (World Snooker Federation - WSF) : Snooker et billard anglais
  - Professionnels : Association mondiale de billard anglais & snooker professionnels (World Professional Billiards and Snooker Association - WPBSA)
  - Amateurs : Fédération internationale de billard anglais & snooker (en) (International Billiards and Snooker Federation - IBSF)

Depuis 1998, la WCBS est membre du CIO, cependant le billard ne s'est toujours pas fait une place au sein de la liste fermée des sports olympiques. La raison principale est que la liste est limitée et que pour que le billard puisse y rentrer, un autre sport doit être retiré. Une demande est en cours pour les Jeux olympiques d'été de 2024 à Paris.
La Confédération européenne de billard (CEB) est membre de la Confédération mondiale.
En France, l'entité régissant la vie associative et les compétitions de billard est la Fédération française de billard (FFB), qui est membre de la Confédération européenne de billard. Tout joueur de billard peut s'y inscrire, s'il est à jour de sa cotisation annuelle. Pour les compétitions, chaque région de France possède sa ligue de Billard, regroupant joueurs et arbitres pour toutes les disciplines. Dans certains cas, le découpage va jusqu'aux comités départementaux (CDB).

## Variantes du jeu
Les jeux de billard les plus populaires sont le snooker, la carambole (billard français), le blackball (pool anglais) et le billard américain. On distingue les tables avec ou sans poches. Dans une variante « en temps réel », les joueurs jouent simultanément.

### Table sans poches

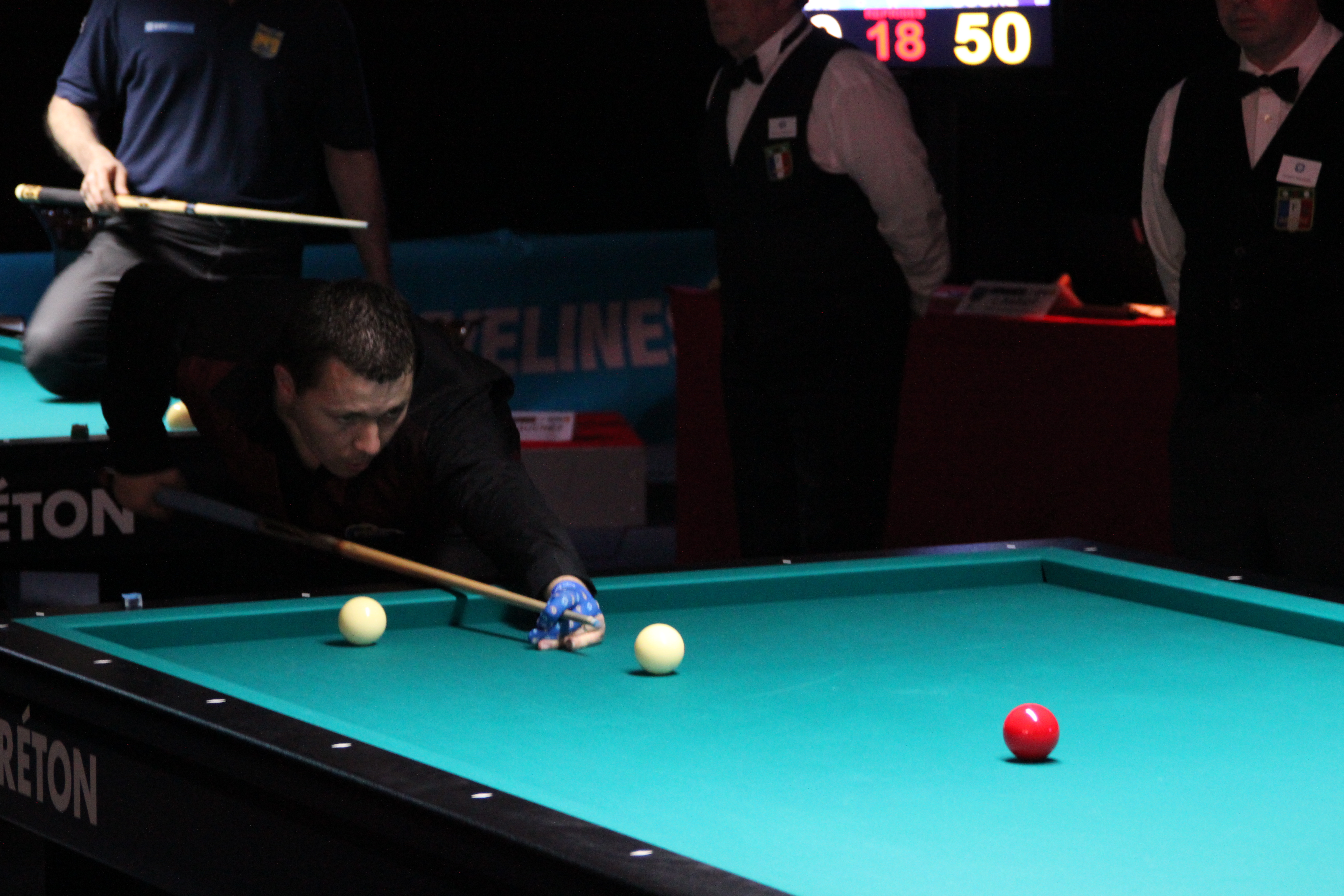
Carambole sur un billard français.

Sur la « table française » (3,1 × 1,7 m) se jouent :
- la « carambole » (traduit par Carom dans le reste du monde) ;
- le « 5 quilles » ;
- le « bouchon » (qui se joue avec 3 bouchons) ;
- le « 5 boules » (qui reprend un fonctionnement proche du 501 aux fléchettes avec 5 boules numérotées et sans bille blanche de carambole).

### Table à poches
Les tables à poches (Pool) sont de trois tailles.

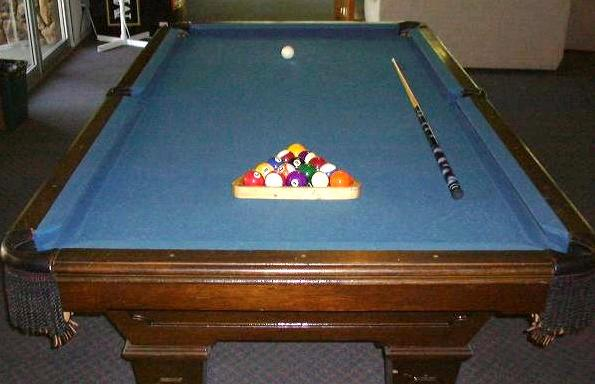
Table de billard américain.

- Table de bar (2,1 × 1 m) : « Blackball » (aussi appelé 8 Pool en France) - souvent rencontré dans les bars car c'est le plus petit des billards, avec 7 billes rouges, 7 jaunes et une noire
- Table américaine (2,5 × 1,3 m), avec billes colorées pleines et rayées, numérotées de 1 à 15 : la 8-ball (ou « jeu de la 8 », les 15 billes disposées en triangle pour la casse), le 9-ball (ou « jeu de la 9 », les 9 premières billes disposées en losange pour la casse), la 10-ball (ou « jeu de la 10 ») et le jeu du 14/1
- Table anglaise (3,6 × 1,8 m) :
  - le snooker (15 billes rouges, une bille blanche et 6 billes de couleur),
  - le billard anglais (1 bille rouge, une blanche, une blanche pointée ou jaune),
  - le billard russe (1 rouge, 15 blanches, poches très étroites).

### Table à trous
Les trous sont disposés au milieu du tapis, et font un diamètre très légèrement supérieur à la bille. Il existe :
- le « billard-golf » ou « billard à bouchons belge » (« bumpers ») ;
- essentiellement en Angleterre, le « billard de pub » (« bar billard »), dérivé du billard à bouchon belge.

### Homonymes
D’autres jeux portent le nom de « billard » mais reposent sur des principes différents : le billard baltique (novuss), le billard électrique (nom démodé du flipper), le billard indien ou népalais (carrom), le billard japonais qui est une variante de la « bagatelle », le billard multicolore (jeu de cercle), le billard Nicolas (avec des poires à soufflet et une bille en liège), ainsi que le billard hollandais (sjoelen) qui est une variante du table shuffleboard (jeux de palets sur table).

## Principes

### Règles de base
Au début du jeu, les billes (et quilles selon le jeu) sont positionnées sur le tapis sur la mouche leur correspondant. Pour certains jeux, un certain nombre de billes (souvent 15) peuvent être regroupées dans un triangle ou losange. Le premier coup s'appelle alors la casse et consiste à éclater de manière plus ou moins importante le triangle de billes.
On distingue trois types de comptage de points, modifiant le but du jeu : en fonction du coup (tables françaises), en fonction de la valeur de la bille empochée (billards à poches), en fonction des quilles renversées (bouchon ou 5-quilles).
Le jeu se termine lorsqu'un score prédéterminé à l'avance est atteint par l'un des deux joueurs ou lorsqu'il ne reste plus de billes sur la table. En général, une partie est divisée en plusieurs manches. À noter que la terminologie anglo-saxonne diffère légèrement de la terminologie française concernant le nombre de manches gagnantes : la « partie en 3 manches gagnantes » (française) a le même sens que « partie au meilleur des 5 manches » (anglo-saxonne).

### L'étiquette
Le billard possède une étiquette qu'il est recommandé de connaître.
En salle, il ne faut pas parler durant un coup (comme au tennis), ne pas parler fort, ne pas fumer (la fumée encrasse le tapis), ne rien boire à proximité (et ne surtout pas poser de verre sur le billard). Il faut aussi jouer au mieux même si la partie est mathématiquement perdue, ne pas se mettre dans l'axe de visée de son adversaire (axe de tir et/ou d'empoche). En cas de joli coup de votre adversaire, il est d’usage de taper 2 ou 3 fois le talon de la queue sur le sol (basique), ou de claquer des doigts (effet distingué, pour un très joli coup). Les applaudissements sont réservés au public lors des compétitions pour un joli coup ou en fin de manche. Au snooker, il est de coutume d'applaudir le coup donnant le gain mathématique de la manche (sans compter les fautes potentielles) ainsi que le coup permettant de réaliser un century. On ne doit pas manifester trop ostensiblement sa joie après une victoire ou un joli coup (ou jurer après un coup raté).
Si un joueur est seul dans la salle, l’étiquette commande de lui proposer une partie, notamment si c'est une personne nouvelle. Le fair-play commande de relever ses propres fautes, même quand l'adversaire (ou l'arbitre) ne l'ont pas remarquée. Si nécessaire, se talquer les mains loin de la table et avec parcimonie (pour ne pas marquer le tapis).
En compétition, il est nécessaire de venir en tenue (gilet avec cravate ou nœud papillon, ou polo réglementaire), de se serrer la main avant et après le match (serrer aussi la main à l'arbitre), de s'asseoir pour laisser son adversaire jouer (rester debout lui ferait penser que vous vous attendez à ce qu'il manque son coup).

## Matériel et accessoires

### Billes

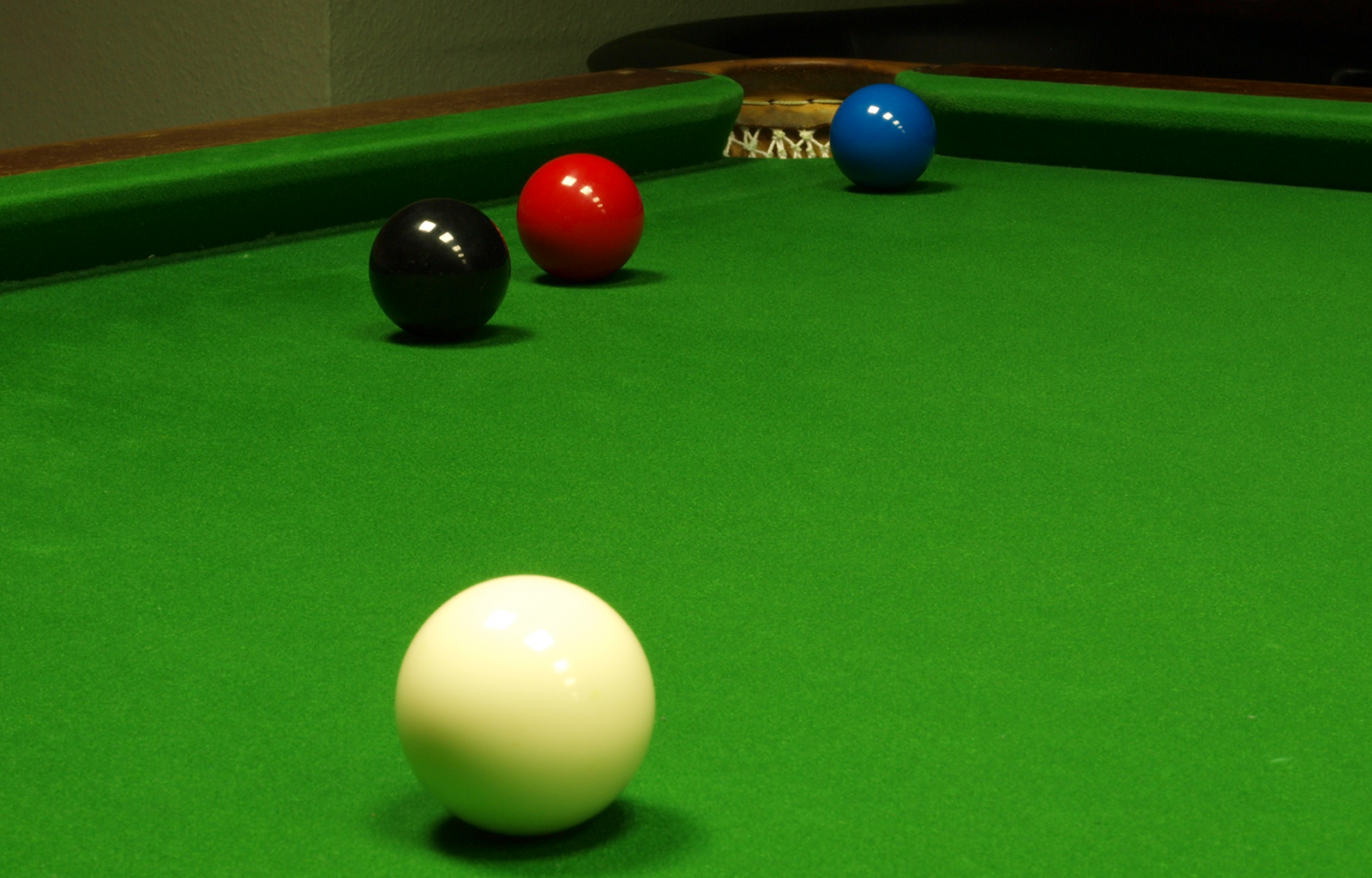
Billes de snooker.

Le billard met en jeu des « billes » de 48 à 61 mm de diamètre (le terme de boule est un abus de langage), celui-ci variant avec le type du billard, sur une « table ». Cette table, autrefois en chêne ou en granite, est aujourd’hui constituée de plaques d'ardoises de 19 à 60 mm d'épaisseur, recouvertes d'un drap de tissu ou de laine tendu. Les bords internes de la table sont capitonnés avec des pièces de caoutchouc recouvertes du même drap : les bandes.
Les billes étaient à l'origine fabriquées en ivoire, mais à cause des défauts naturel de ce produit (répartition inhomogène des masses, altération de la sphéricité avec la température et l'hygrométrie, stockage dans un bain de glycérine, etc.) et à la suite de la prise de conscience du massacre de milliers d'éléphants, la résine phénolique (produit dérivé du pétrole) a remplacé le matériau naturel. En outre, elles marquent très peu lors des impacts avec le procédé (résistance à l'abrasion). Pour les billards français, la résine résiste également bien à l'échauffement du point de contact avec le tapis (qui laisse à la longue des points blancs de résine).
L’entreprise Saluc S.A. détient en 2017 80% du marché des billes de billard et de snooker, sous le label Aramith.

### Table, tapis et poches
La (en) table de billard fabriquée par un billardier est généralement composée d'un châssis inférieur avec pieds, d'une plaque d'ardoise (en une ou plusieurs parties) recouvertes de tapis (ou drap), et d'un coffrage supérieur contenant bandes, diamants et mouches. Elle peut avoir des « poches » (trous). Les billes sont « empochées » lorsqu'elles y tombent.
Les billes sont positionnés soit sur des mouches (repères dessinés sur le tapis), ou regroupées (« racked ») dans un triangle (ou losange). De nos jours, au billard américain, les billes sont rackées sur un masque de casse, constitué d'un fin film de plastique troué à l’emplacement exact des billes. ce masque garantit que les billes sont positionnées de manière optimale, et notamment qu'elles sont toutes en contact les unes avec les autres. Ce masque est ensuite enlevé dès que possible (sans devoir bouger une bille qui serait restée dessus ou à cheval).
Les tapis de billards étaient initialement en feutrine, c'est-à-dire non tissés. Les micro-poils du feutre donnent un « effet velours » privilégiant le déplacement de la bille dans le sens des poils. C'est ce que l'on appelle un tapis « directionnel ». Ce tapis se comporte différemment en fonction du poids des billes. Les billes légères vont être portées par les poils, diminuant les frottements et favorisant les effets. Par contre, les billes plus lourdes vont légèrement s'enfoncer, et les poils vont devenir un frein au déplacement et aux effets. C'est pourquoi ces tapis directionnels sont dits « lents ». Ils sont également plus lourds. Par ailleurs, la feutrine étant non tissée, ce tissu est particulièrement fragile et sujet à l'arrachement (notamment lors de rétros mal maîtrisés).
Pour pallier ces deux défauts (lenteur des tapis et fragilité) ont été inventés les tapis « peignés », c'est-à-dire tissés (le peigne désigne l'outil de serrage des fibres dans un métier à tisser). Ce tissage accroît énormément la résistance des tapis, de plus avec les fibres synthétiques actuelles, la conséquence est que les tapis modernes sont devenus quasiment indéchirables. Ce tissage a également la particularité de supprimer le velours du tapis. Les tapis sont donc lisses et « multidirectionnels », ce qui convient particulièrement aux jeux à billes lourdes, les billes plus légères vont quant à elles rencontrer plus de frottement à cause de l'absence de poils. La finesse des mailles est directement liée au diamètre du fil à tisser. Plus le fil sera fin, plus le tapis sera tressé serré, lisse et léger (et donc fragile). De nos jours, tous les tapis sont tissés et le velours des tapis directionnels est intégré au tissage. De ce fait, si vous jouez sur un billard avec un tapis assez récent, vous aurez très peu de risques de le déchirer.
Actuellement le niveau de jeu au billard est tellement élevé que le moindre changement dans les caractéristiques du tapis peut affecter significativement le jeu des meilleurs joueurs. Cela devient encore plus critique lorsque le comportement du tapis change durant une compétition. En effet, on s'est rendu compte que le taux d'humidité d'un tapis multidirectionnel avait une grande influence sur sa rapidité. Aussi, pour garder un taux d'humidité optimal et constant, ces tapis sont de nos jours chauffés. Au snooker, les organisateurs des plus gros tournois se sont également mis à chauffer les tapis depuis quelques années, même si, étant directionnels, ils sont moins sensibles à ce paramètre.
Dans les faits, en dessous de 135g environ pour le poids des billes on trouvera des tapis directionnels (pool & snooker) et au-dessus des tapis multidirectionnels (tous les autres billards).
Il existe aussi des masques de tapis pour le billard artistique français, permettant de replacer exactement la centaine de mouches utilisées pour positionner les billes. Lors de l'installation du billard, un soin tout particulier est apporté à sa planéité.
La marque la plus connue est Iwan Simonis,.

### Queue, flèche, virole et procédé
On joue à l’aide d’une « queue », généralement en bois (frêne ou érable suivant le jeu), qui peut être « monobloc » ou en plusieurs parties, plus des accessoires permettant de l’allonger. Elle est composée d’un fût, souvent protégé par un talon en caoutchouc pour éviter de l’endommager, et d’une flèche reliés par un tourillon dans le cas de branches démontables. Selon les coups joués (massé, rétro, etc.) et selon la taille des billes, les queues utilisées seront différentes (longueur, poids, rigidité, diamètre de flèche).
À l’extrémité de la flèche se trouve une virole (généralement plastique ou en laiton) sur laquelle est collé ou vissé un « procédé ». C’est une pastille en cuir d’un diamètre adapté à la virole, compris entre 8 et 13 mm en fonction de la taille des billes, du mode de jeu et/ou des préférences du joueur. Le procédé peut être vissé (queues d'entrée de gamme) ou plus généralement collé sur la virole. Les procédés s'aplatissent avec le jeu et doivent être régulièrement refaçonnés, voire changés. Le profilage/façonnage d'un procédé consiste à lui donner une forme sphérique ou ellipsoïdale afin de garantir un maximum de surface de contact avec la bille, notamment pour les effets.

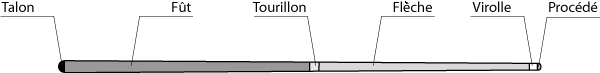
Parties de la queue.

### Craie

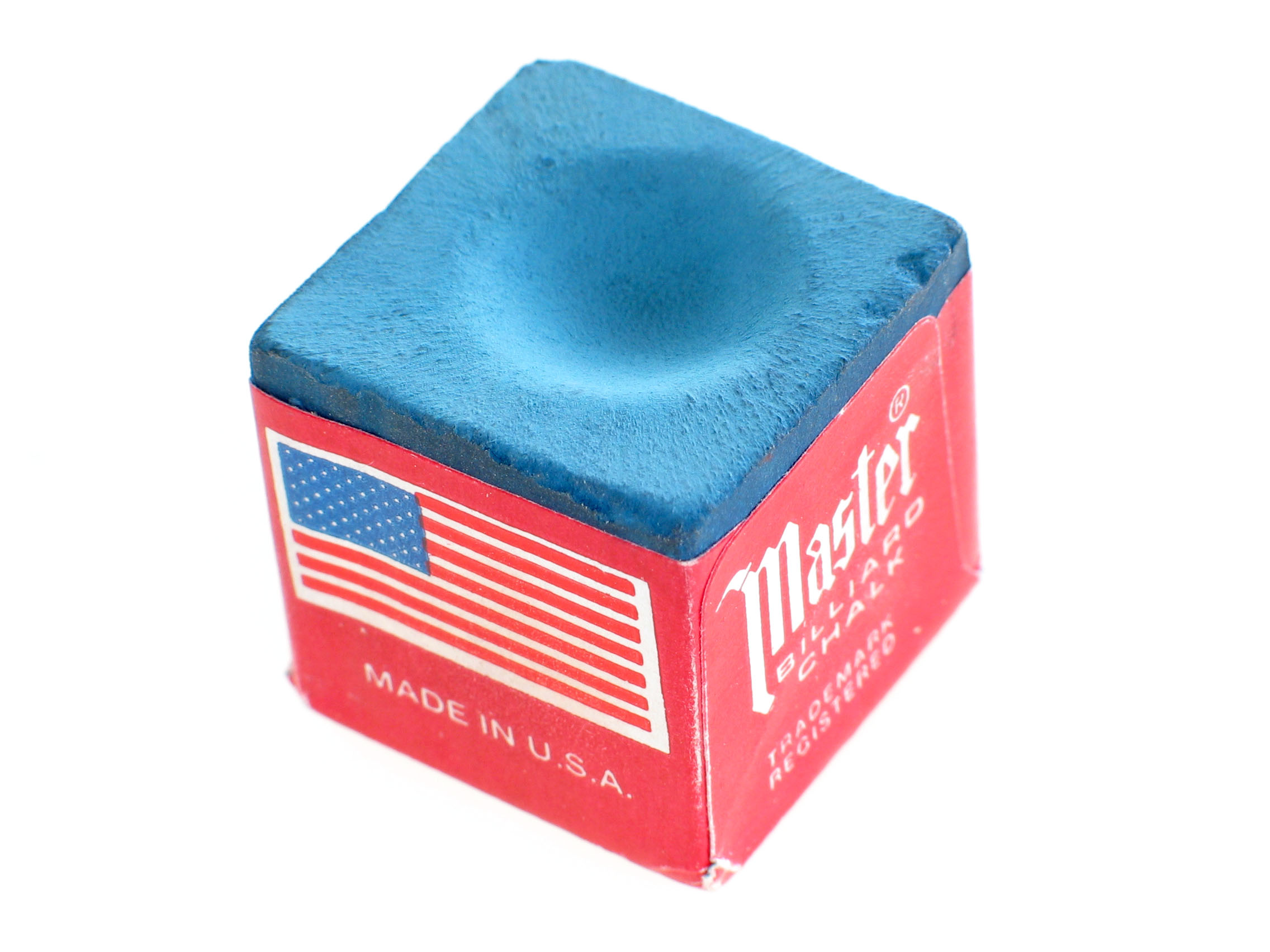
La craie, ou « bleu », indispensable pour les effets.

Le but de la « craie » est de faire accrocher le procédé sur la bille, et donc la mettre en rotation. Sans l'utilisation de la craie, la manipulation des effets serait impossible.
La « craie » n'est pas composée de craie (carbonate de calcium), c'est une poudre constituée d'abrasifs extrêmement durs. Elle est à base d'un mélange de silicate et d'alumine (très dur, utilisé aussi dans les toiles émeri). Lors de l'impact, la poudre de craie va créer des micro-sillons dans la résine de la bille. Ces micro-sillons permettent initialement l'accroche du procédé sur la bille, ils vont aussi devenir des nids à poussières (notamment la poudre de craie elle-même) et donner un aspect terne à la bille à long terme. Il devient alors nécessaire de repolir les billes (avec un liquide anti-rayures similaire à ceux utilisés pour les voitures, à la main ou dans des machines dédiées).
Cette craie est plus communément appelée du « bleu » (le bleu étant juste un colorant, il est possible de trouver des craies de diverses couleurs).

### Chevalets

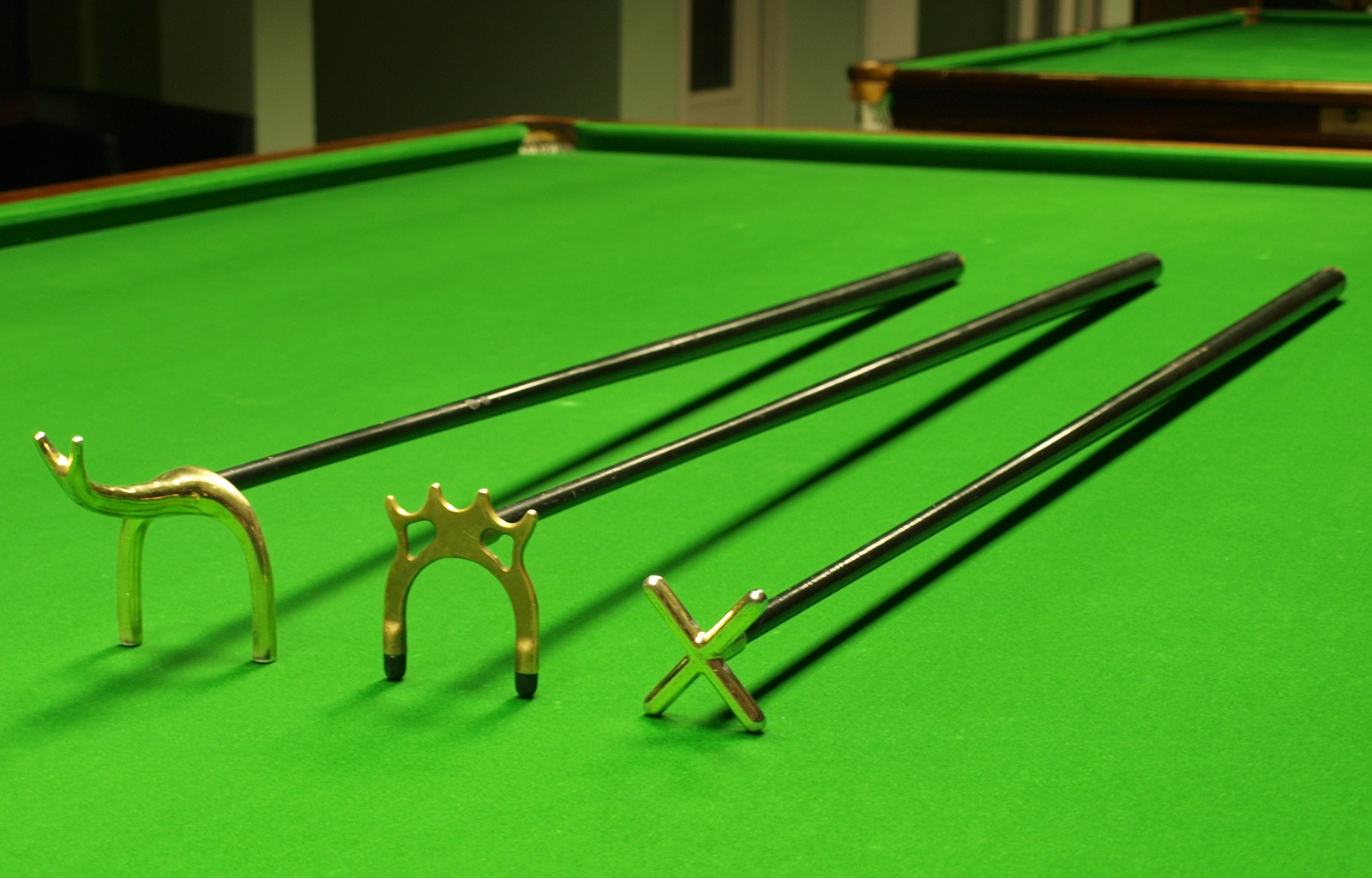
Chevalets de billard.

Sur les grandes tables de snooker, trois chevalets artificiels, appelés « reposoirs », sont aussi disponibles afin de permettre au joueur de tirer lorsqu'il n'a physiquement pas la possibilité de tenir sa queue correctement :
- le « râteau » ou « croisillon » : « X » qui permet de reposer la queue de manière basique,
- l' « araignée » qui permet de faire chevalet au-dessus d'une bille gênant le tir,
- le « cygne » ou « éléphant » qui permet de faire chevalet au-dessus d'une bille gênant le tir et de déporter le point d'appui plus en avant.

## Les techniques du billard

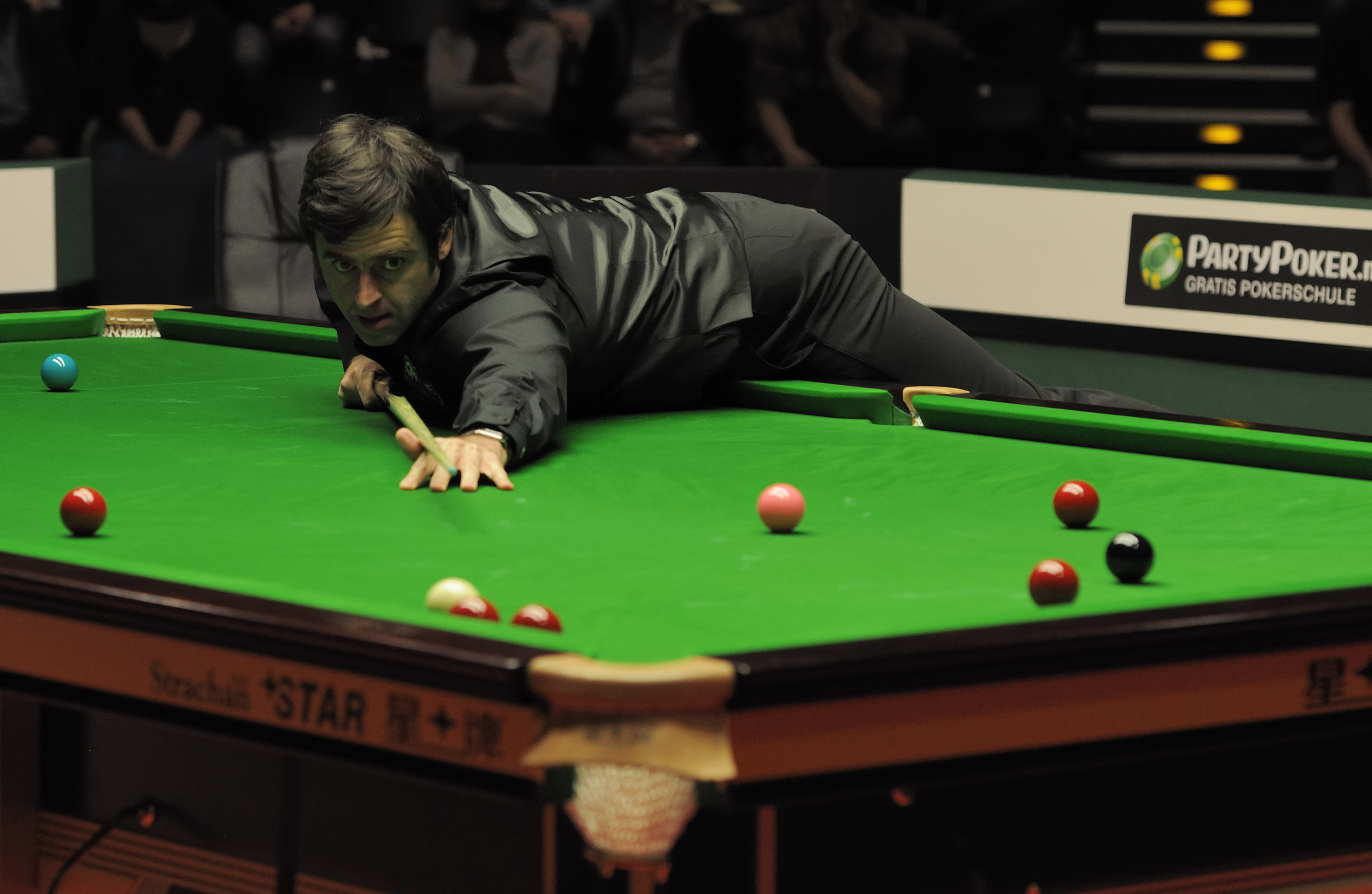
Ronnie O'Sullivan, joueur professionnel de snooker.

### Qualités et compétences des joueurs
L’observation des compétitions de billard montre que le jeu peut être complexe et faire appel à des techniques élaborées, comme celles de la rotation sur elle-même qu’on donne à une bille (l’ « effet »). La coutume voulant par ailleurs que le joueur ne mette pas les pieds sur la table de billard, l’angle d’attaque nécessaire à certains coups nécessite aussi des techniques de maniement de la queue, parfois spectaculaires également (par exemple dans le dos). Le billard repose sur des lois simples, mais leur maîtrise demande une rigueur, une précision et une intelligence qui vont au-delà des effets plus ou moins spectaculaires prisés du public.

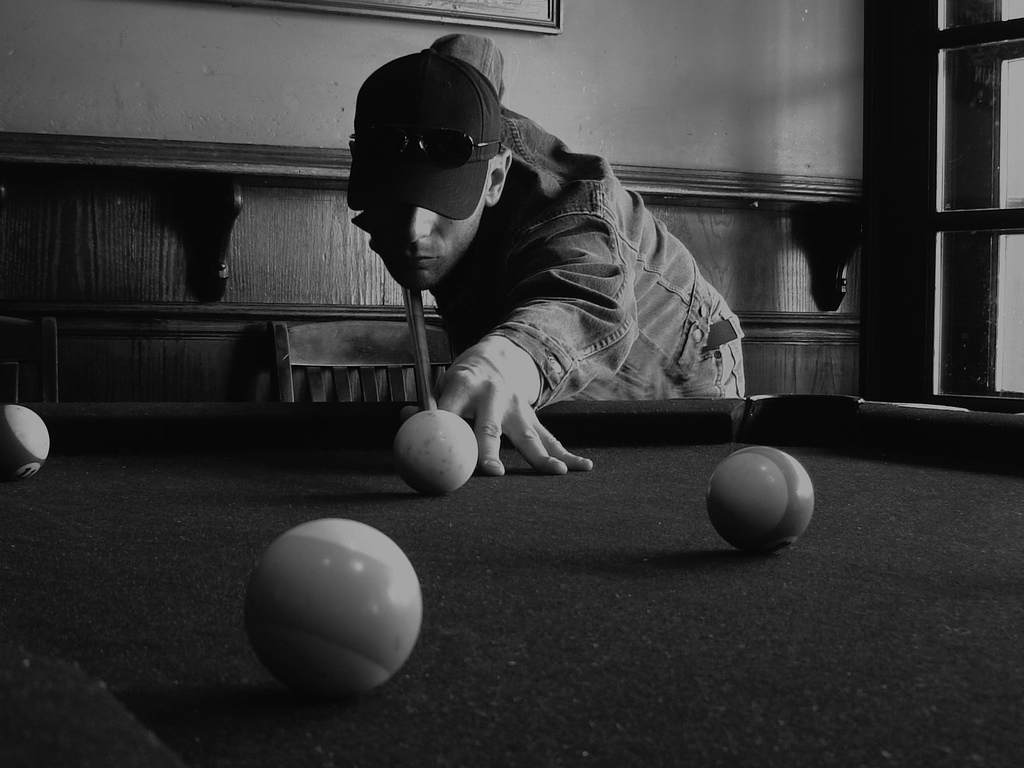
Concentration d'un joueur de billard.

Le billard nécessite des qualités physiques. La vision est importante pour des raisons évidentes de visée. Le bras compte dans le mouvement qui doit être parfaitement maîtrisé en force, en vitesse et en direction. Une bonne forme physique est un plus, voire une nécessité, pour une maîtrise parfaite du geste. Une fois en place, ayant défini tous les paramètres de son coup, un joueur averti peut exécuter son coup les yeux fermés. Le corps humain dans son ensemble joue dans la maîtrise du geste. Que ce soit sur un coup précis, ou d’une manière générale tout au long d’une compétition. Le billard ne demande pas une force particulière, mais une certaine résistance, les compétitions étant très longues, et une certaine dynamique pour gérer les alternances chaise/table.
La pratique du billard demande des « nerfs d’acier ». La concentration : la « lecture » d’une table est primordiale avant l’action elle-même, le temps nécessaire varie en fonction des joueurs et de leur expérience. La patience : plus le niveau est élevé, plus le joueur est susceptible de « faire de la chaise », en clair rester assis pendant que son adversaire œuvre. Certains joueurs ne regardent pas ce que fait l’adversaire, d’autres suivent attentivement. Chacun développe sa propre méthode pour rester « dans la partie » et pouvoir donner le meilleur de soi-même une fois appelé à la table. La ténacité : comme dans tout sport et jeu, il est inévitable de commettre quelques erreurs, ou pour le moins quelques imprécisions. Le joueur doit pouvoir surmonter cela. Le billard est un combat contre soi-même, avant d’être un face-à-face avec l’adversaire.

### Position du joueur
Les jeux de billards demandent : précision pour la visée et le dosage de la force d'impact ; technique pour maîtriser les effets et les rebonds sur bandes (méthode des diamants) et initialement le maniement de la queue ; intelligence de jeu pour se faciliter la « replace » ou le « rapport » pour le prochain coup.
Le but à l'adresse (position de tir), est d'être le plus stable possible et de n'avoir que son avant bras arrière en mouvement. Ceci permet de limiter les gestes parasites pouvant dégrader le coup. L’œil de visée doit être au-dessus et au plus proche de la queue afin de mieux s'assurer de la direction du tir. Le bras avant peut être soit tendu (ancienne école) ou légèrement coudé (nouvelle école).
Les doigts de la main avant enfin, sont positionnés en « chevalet » et permettent de supporter la flèche de la queue au moment du tir. Il existe deux techniques de chevalet : chevalet ouvert (la queue repose sur le « V » dessiné en croisant le pouce sur la première phalange de l'index), souvent utilisé en Snooker ; chevalet fermé (la queue passe dans la boucle faite entre le pouce et l'index), souvent utilisé pour les billards français et américain. Les autres doigts de la main sont bien étalés sur le tapis afin de garantir un maximum de stabilité.
Afin de faciliter les coups sur les billards américains et français, des repères en forme de losange appelés « diamants » sont disposés afin de permettre des calculs fins de trajectoire lorsque les rebonds sur bande sont nécessaires. La technique est connue par « méthode des diamants » (diamond system).

### La visée
Le terme « quantité de bille » est souvent utilisé pour quantifier la visée. La quantité de bille désigne l'axe avec lequel la bille de choc vient percuter la bille objet. En fonction de la quantité de bille, les trajectoires de la bille d'impact et de la bille objet seront différentes, ainsi que leurs vitesses.
- Viser « pleine bille » revient à aligner l’axe sur les 2 centres de gravité. Le transfert de masse lors du choc est entier, la bille de visée héritant de toute la force. La bille de choc s'arrête à l'impact.
- Viser « 3/4 pleine » revient à aligner le centre de la bille de choc avec un point situé à la moitié du rayon de la bille de visée. Elle hérite des 3/4 de la force, 1/4 restant à la blanche
- Viser « 1/2 de bille » aligne l’axe de visée sur la tangente de la bille visée. Le transfert est équivalent
- Viser « 1/4 de bille » ou « 3/4 fine » revient à aligner le centre de la bille de choc avec un point situé à l’extérieur de la bille de visée, à distance d’un demi rayon. Le rapport est cette fois 1/4 pour la visée, 3/4 pour la bille de choc.
- Viser « finesse » aligne le centre de la bille de choc avec un point à l’extérieur de la bille de visée à distance d’un rayon (en pratique un peu moins afin de garantir le contact). Seule une petite quantité de force est transmise à la bille de visée.

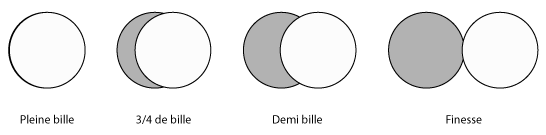
Quantité de bille.

### La replace et le rappel
Au billard, après le premier impact, la trajectoire des deux billes est importante. On distingue :
- La « replace » : dans les billards à poches, c'est la capacité à positionner la bille d'impact (blanche) en position favorable pour le prochain coup, tout en ayant empoché la bille objet.
- Le « rappel » : au billard français, c'est la capacité à faire revenir la bille objet en position favorable pour le prochain coup.

Lorsqu'un joueur joue sans prendre en compte la replace ou le rappel, on dit qu'il fait de « l'alimentaire » (pour alimenter son compteur de points, voire son moral).
Pour gérer la replace et/ou le rappel, la maîtrise des effets est primordiale. Elle permet de maîtriser la trajectoire des deux billes là où un coup « bille en tête » ne permet que de gérer la trajectoire d'une seule bille (grâce à la visée).

### Les effets

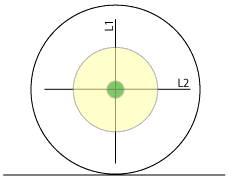
Zones verte et jaune.

La bille est mise en mouvement par le contact avec le procédé, si ce contact n'est pas central (zone verte sur le schéma), il induit en plus du déplacement de la bille, une rotation de cette dernière. La quantité de rotation s'appelle la « qualité » de l'effet.
Les effets sont utilisés pour :
- favoriser la replace de la bille d’attaque (usage principal) ou éviter que cette dernière aille dans une direction non souhaitée ;
- modifier la trajectoire naturelle pour revenir en place après avoir percuté une autre bille ou atteindre une zone voulue (effet « rétrograde », ou « rétro », « coulé », effet latéral) ;
- donner à la bille d’attaque une trajectoire courbe pour atteindre une zone « cachée » par d’autres billes (« massé ») ;
- donner à la bille percutée un effet à son tour, l’effet se répercutant lors d’un choc selon le principe de l’engrenage (effet inverse), afin de favoriser l'empoche.

Frapper la bille en dehors de la zone jaune est risqué et inutile. Le procédé risque de glisser sur la bille, modifiant totalement la trajectoire, et provoquant généralement une faute de jeu. Le joueur applique sur le procédé de la craie pour éviter ce glissement et faire accrocher le procédé sur la bille et la mettre en rotation. Sans l'utilisation de la craie, la manipulation des effets serait impossible.

Placer la queue pour faire les différents effets : 1 massé, 2 saut, 3 coulé, 4 pleine, 5 rétro.

#### Les effets de base
Il existe cinq effets de base.
- « Bille en tête » : la bille est frappée dans la zone verte sur l'illustration. La bille va alors glisser sur le tapis avant que l'adhérence de ce dernier ne vienne la mettre rapidement en rotation naturelle. Si la bille de choc arrive droit sur la bille objet, on obtient l'effet « carreau » : la bille de choc reste sur place après le contact.
- Le « rétro » : la bille est alors frappée sous la ligne L2. Pendant que la bille glissera sur le tapis, elle tournera dans le sens inverse à son avancement, jusqu'à ce que les frottements du tapis ralentissent cette rotation inverse et rétablissent in fine une rotation naturelle. Lors de l'impact, si la bille de choc est toujours en rotation inverse, elle repartira en arrière.
- Le « coulé » : la bille est frappée au-dessus de la ligne L2. La bille est alors en sur-rotation (elle tourne dans le sens de son déplacement, mais plus vite qu'un roulage naturel). Comme pour le rétro, cet effet se perd avec la distance parcourue par la bille. Si la bille arrive sur la bille objet avec cette sur-rotation, elle continuera à avancer après l'impact. C'est l'effet inverse du « rétro ». Cet effet augmente aussi la distance parcourue par la bille.
- Les « effets latéraux » : frapper à gauche ou à droite de la ligne L1 induit une rotation de la bille sur elle-même, comme une toupie. En théorie cet effet ne modifie pas la trajectoire de la bille s'il est appliqué pur (sur la ligne L2). Lors de l'impact sur la bille objet, la trajectoire de la bille de choc va être légèrement infléchie dans le sens de l'effet. Mais c'est surtout sur la bande que les effets latéraux sont les plus marqués.

Les effets latéraux peuvent être combinés avec des coulés ou des rétros (ex. « coulé, effet à gauche ») pour combiner leurs avantages. Quant à la frappe naturelle, le point de contact est légèrement au-dessus de la « bille en tête » (zone verte), pour conférer à la bille une rotation identique à sa rotation naturelle sur le billard (pas de « glissade » de la bille après l'impact).

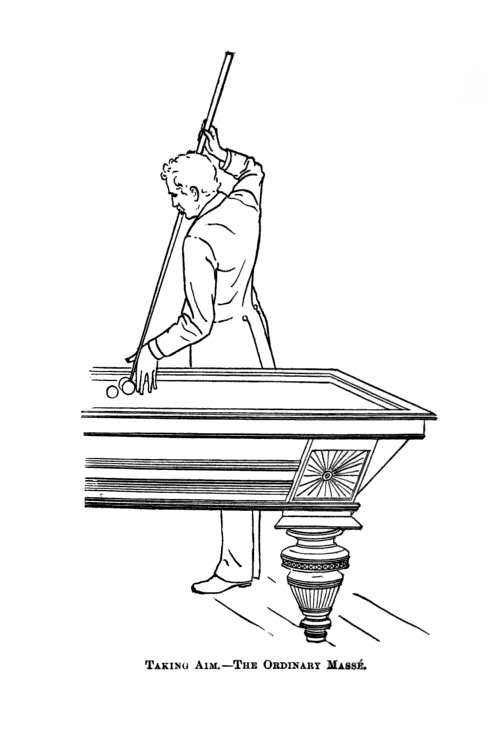
Représentation d’un massé.

Deux effets plus complexes à maîtriser sont le « piqué » et le « massé ». Le « massé » consiste à venir percuter la bille verticalement avec le procédé on peut alors considérer que sur le schéma avec L1 et L2, la bille est vue du dessus et l'impact se produit en périphérie du cercle jaune. Ce coup va donner uniquement de la rotation à la bille. Le choc lors de l'impact va néanmoins légèrement déplacer la bille (squirt), aussi, cette dernière va avoir une trajectoire courbe due à l'effet (swirl). La technique du massé est souvent utilisée lorsqu'il y a un besoin indispensable de contourner une ou plusieurs billes. Le « piqué » est utilisé de deux manières différentes : avec une queue classique afin d'obtenir la courbe d'un massé et un déplacement plus important de la bille blanche (courbe moins prononcée), avec une « queue de piqué » (queue spécifique autorisée dans certains types de jeux), pour faire sauter la bille de choc au-dessus d'un groupe de billes à ne pas toucher.

#### Techniques liée aux effets
Les effets sont complexes à maîtriser. La force du coup entre également en jeu. L’effet s’oppose à la résistance du tapis, et donc perd graduellement de la puissance. On peut d’ailleurs considérer un coup au centre de puissance faible comme un léger coulé, la bille prenant un effet naturel dû à son mouvement. En revanche si le coup est fort, le coup est effectivement sans effet puisque la bille ne tourne pas sur elle-même, mais glisse sur le tapis. Plus la maille du tapis est fine et glissante, moins ce dernier s'opposera à la rotation de la bille : cela a 3 conséquences directes :
- l'effet est plus important
- il est possible de décentrer davantage le point d'impact du procédé (ce qui donne encore plus d'effet)
- la bille en déplacement garde son effet plus longtemps (possibilité de faire des rétros sur des distances plus longues par exemple)

Le « coup de queue » est primordial, et doit être adapté. Ce terme regroupe la puissance du coup, l’horizontalité de la queue, l’accompagnement ou non du mouvement, la fluidité du geste, etc. Un coup « pénétrant » est généralement préférable à un coup sec, il permet en effet d’obtenir un meilleur « rendement » entre l’effet imprimé et la vitesse de la bille (le procédé reste plus longtemps en contact avec la bille, transférant plus d'énergie de rotation).
Un effet latéral en rétro (ou coulé) entraîne deux déviations de la bille : une déviation du côté opposé à l'impact lors de l'impact (si on met de l'effet à droite, la bille partira légèrement à gauche de l'axe de tir), et une déviation du côté de l'impact lors du mouvement de la bille (si on met de l'effet à droite, la bille fera un arc de cercle vers la droite). Avec un effet latéral, la rotation de la bille d'impact va entraîner une rotation inverse de la bille objet percutée (principe de l'engrenage), ce qui peut être utile pour faciliter les empoches ou la replace de la bille objet.

### Éclatement naturel
On appelle « éclatement » la résultante du choc entre deux billes. Théoriquement un choc naturel (sans effet) modifie la trajectoire de la bille d’attaque et induit une trajectoire à la bille visée telle que leurs directions forment un angle de 90°.
Cet angle de 90° peut être modifié par les effets décrits ci-dessus. Un effet « rétro » augmente l’angle d’éclatement et donne une rotation inverse au sens de déplacement, la bille a donc tendance à revenir sur elle-même. Le « coulé » diminue l’angle d’éclatement et donne une rotation dans le sens du déplacement, la bille a donc tendance à continuer sur sa trajectoire initiale après le choc. Les effets latéraux n’ont aucune incidence sur l’éclatement, à part dans certains cas extrêmes.
C’est toujours la trajectoire de la bille d’attaque qui est modifiée par ces effets, celle de la bille de visée étant définie uniquement par le point d’impact.

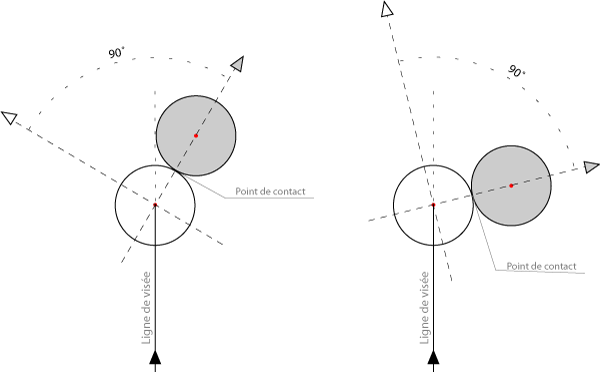
Éclatement à la suite du choc.

### Réaction des bandes

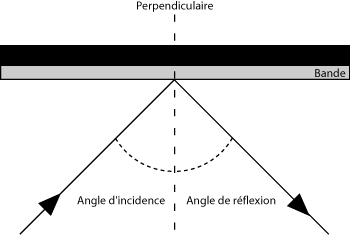
Rebond contre une bande.

En jouant sans effet, l’angle de réflexion égale l’angle d’incidence, comme en optique. Les effets latéraux ainsi que les effets rétro et coulé modifient l’angle de réflexion. La force du coup ainsi que la qualité et la hauteur des bandes modifient légèrement la réflexion. En effet un coup fort et proche de la perpendiculaire à la bande (angle d'incidence élevé) va avoir tendance à enfoncer cette dernière ; en plus d'amortir la bille, la bande va diminuer l'angle de réflexion. La bille rebondira plus proche encore de la perpendiculaire.

### Mise en corrélation des principes
Considérons un choc simple. Si l’on applique un effet rétro ou coulé à la bille de choc (voir plus haut), on modifie la distance qu'elle parcourt et la direction qu'elle prend après le choc, mais en aucune façon la direction et la distance parcourue par la bille visée. Si l'on applique un effet latéral à la bille de choc on modifie comme pour les effets rétros et coulés la distance qu'elle parcourt et la direction qu'elle prend après le choc ainsi que la direction de la bille visée.
Plus la quantité de bille est faible, moins le rétro et le coulé ont d’influence sur la direction de la bille de choc. Il faut de « l’appui » pour que ces effets soient efficaces. Plus le mouvement originel de la bille est contrarié, plus l'effet a l'occasion de s'exprimer, puisqu'il va à l’encontre du mouvement originel. Une faible quantité de bille modifie peu la trajectoire d'origine.
La remarque précédente peut être transposée aux effets latéraux après un choc à la bande. Plus l’angle d’incidence est élevé, moins l’appui sur la bande est franc, et par conséquent moins l’effet est efficace. Il y a plus ou moins de « quantité de bande ».
Lors de n’importe quel changement de trajectoire, une bille a tendance à prendre un effet naturel dû en grande partie à la résistance au mouvement du drap. C’est assez trivial, la bille étant sphérique. On peut constater facilement ce comportement sur plusieurs bandes successives.
Tout effet de la bille de choc induit un effet inverse sur la bille de visée, suivant le principe de l’engrenage. Si la bille de visée touche une bande (ou une autre bille) après l’éclatement initial (chocs successifs), sa trajectoire naturelle peut en être modifiée. Bien sûr les « pertes » dues aux différents chocs et à la résistance du drap sont importantes. L'effet « induit » est donc diminué comparativement à celui imprimé à la bille de choc, jusqu'à devenir négligeable au fur et à mesure du temps et/ou des chocs successifs.

### Expertise et hasard

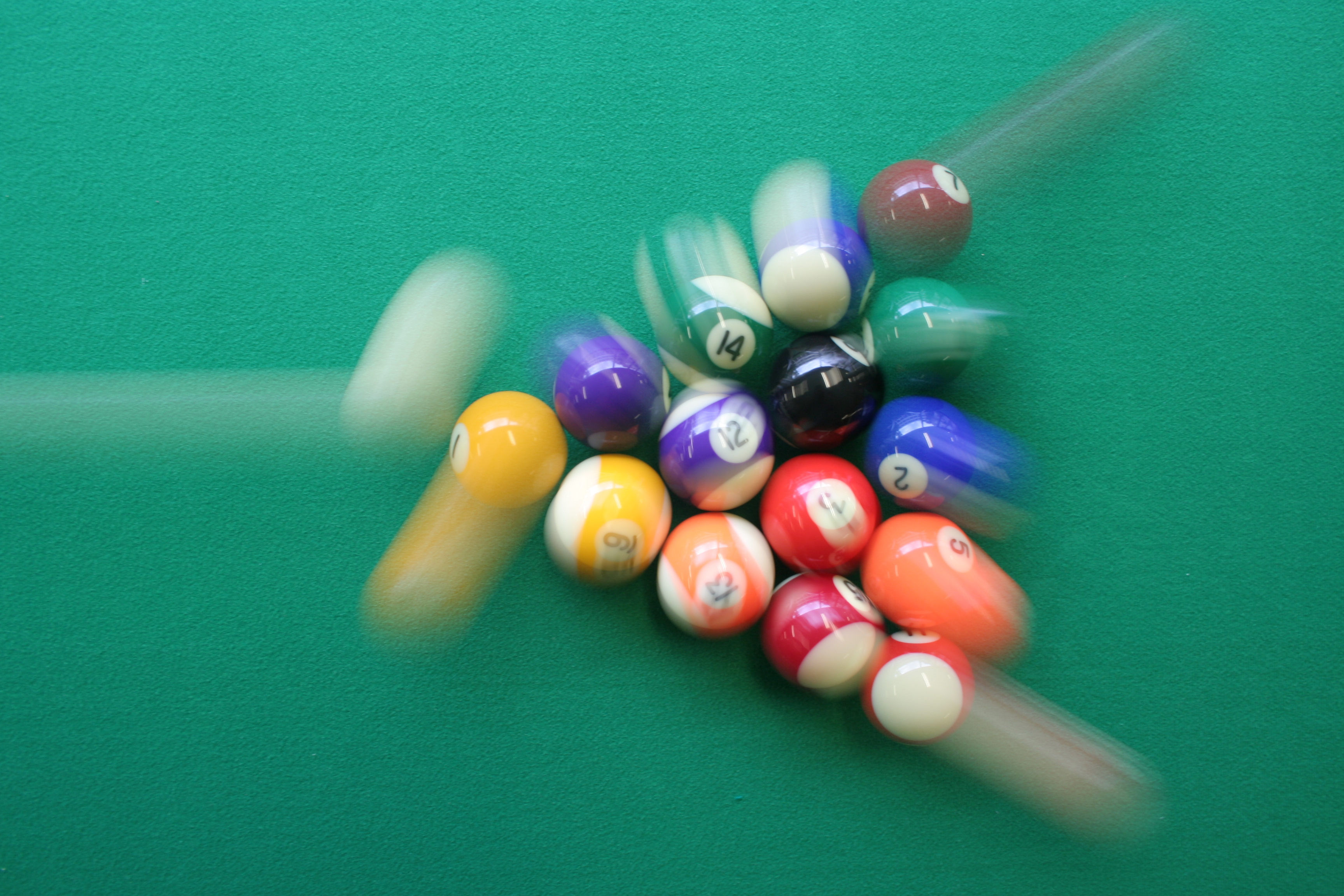
Les billes en mouvement lors de la casse.

On constate que si les principes de base sont très simples, la pratique peut devenir très complexe tant les paramètres sont nombreux. Ajoutons à cela les facteurs matériels, par exemple les différences de résistance des draps, d’élasticité des bandes, les impuretés potentielles pouvant dévier une trajectoire, etc. On imagine rapidement la maîtrise nécessaire aux joueurs avertis, et on comprend les exigences matérielles des champions, comme dans tout sport.
Ces principes sont indépendants du mode de jeu, leur connaissance est utile à tous.
En revanche leur application peut varier d’un billard à l’autre, principalement à cause du matériel. Le drap d’un snooker n’est pas du même type que celui d’un billard français, le chauffage d’un billard influence le roulement et la prise des effets, de même la qualité des bandes, voire des billes. Les points de référence quant à la force et aux effets varient donc d’une table à l’autre, même pour des billards de taille, marque et modèle identiques. Il est nécessaire d’adapter son jeu en fonction.
Il y a une part de chance au billard. Si le joueur peut maîtriser tous les paramètres sur un coup particulier, il ne le peut pas sur l’ensemble des coups d’une partie. Cependant, plus le niveau est élevé, moins la chance entre en ligne de compte. Ce qui peut passer pour de la chance aux yeux du néophyte est souvent pour un bon joueur le fruit de son expérience et de sa réflexion. On parlera plutôt de « réussite », lorsqu’un joueur tente un coup de manière réfléchie, mais un coup qu’il ne serait pas capable de reproduire à l’identique. Lors des compétitions de très haut niveau, à l’instar de beaucoup d’autres sports ou jeux d’adresse, les tables sont récentes, les draps, bandes et billes sont neufs et nettoyés pendant et/ou entre les parties, ceci afin d’éviter les coups de chance ou de malchance liés au matériel. Dans le monde du billard professionnel, un coup de chance — notamment lorsqu'il s'agit de mettre la bille noire en fin de partie — s'appelle « un coup de panda ».
Comme dans beaucoup de disciplines, en regardant une compétition de très haut niveau on peut avoir une impression de facilité. Il faut néanmoins garder à l’esprit que d’une manière générale, plus la maîtrise du joueur est élevée, moins elle est visible. Dans le cas idéal d’une partie parfaitement maîtrisée, on ne verra pas de coup spectaculaire. Un coup hors du commun est généralement le résultat d’un précédent mal réalisé, d’une erreur de jugement ou d’une action défensive de l’adversaire.

## Les grands champions
Chaque type de billard possède ses champions, on notera cependant :
- Ronnie O'Sullivan, qualifié de génie du snooker et détenteur du break maximum le plus rapide ;
- Efren Reyes (alias « Le Magicien »), considéré par certains comme le meilleur joueur au monde de billard, notamment par son niveau moyen sur tout type de table et de jeux. Il excelle dans le 9-ball, où il a notamment battu Earl Strickland dans ce qui est toujours aujourd’hui la partie hors tournoi la plus célèbre et la plus prisée (100 000$ remportés par Effren 120 contre 117) ;
- Jean Reverchon et Florian Kohler (alias « Venom ») en billard artistique et tricks shots ;
- Raymond Ceulemans au 3-bandes (billard français).

## Le billard professionnel
Le billard est un sport qui peut être professionnel, notamment en 8-ball, 9-ball et snooker. En Angleterre, le snooker est un sport très populaire, notamment en ce qui concerne les retransmissions télévisées.

## Le billard dans la culture

### Le billard et l’art

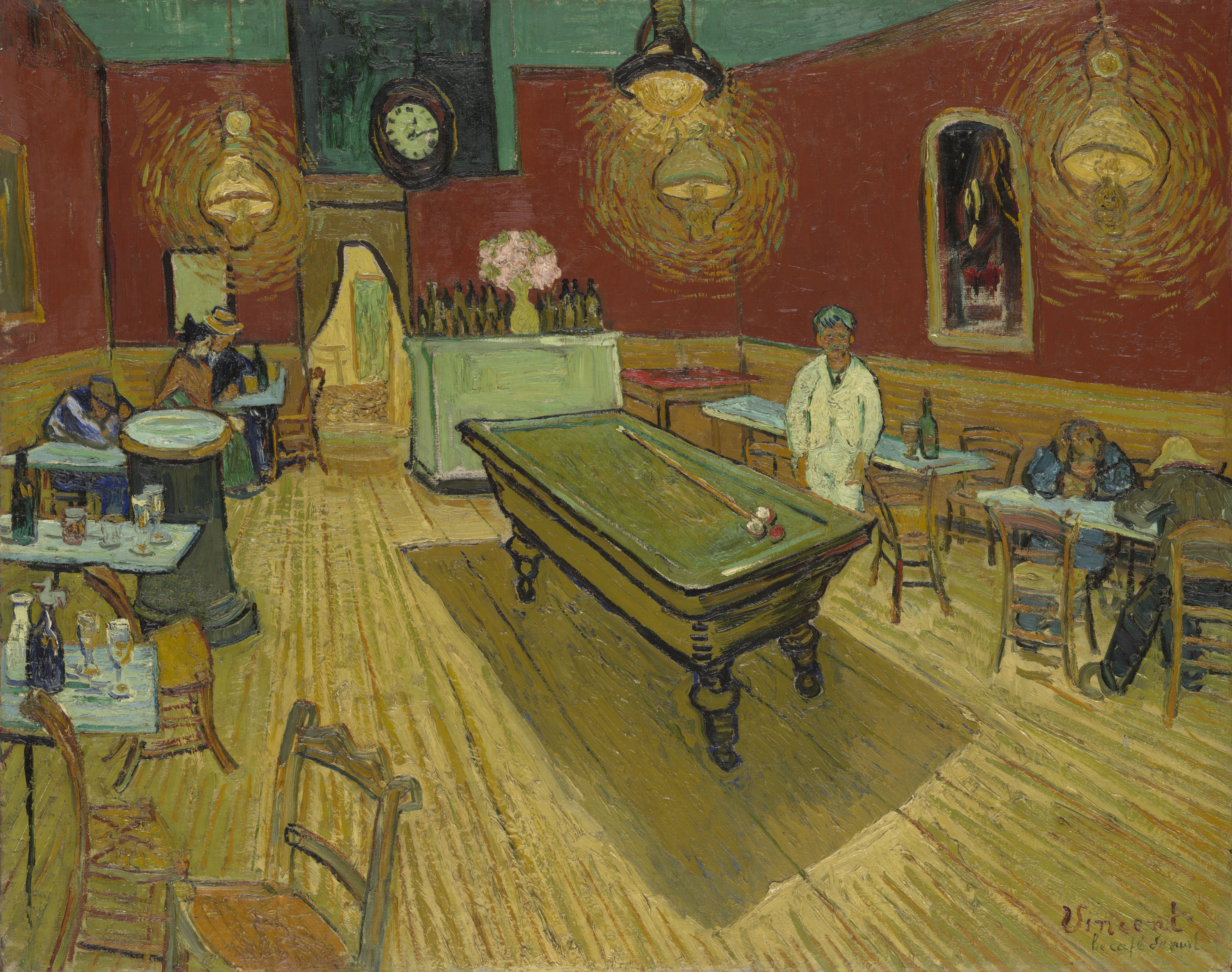
Café de nuit de Vincent van Gogh.

Le billard est fréquemment utilisé en tant qu’élément de décor, en particulier dans le septième art. La salle de billard d’un particulier est un élément de statut soulignant son aisance financière. C’est souvent le décor de discussions tendues. La salle de billard enfumée d’un bar est au contraire souvent un lieu de détente, l’occasion de discussions entre amis.
Le billard permet de souligner les qualités ou l’état d’esprit d’un personnage : son sang-froid, sa précision dans le cas d’un coup réussi, sa fébrilité, sa surprise dans le cas d’un coup raté. La partie de billard peut-être utilisée comme un ressort dramatique : elle fait l’objet d’un pari.
Plusieurs films traitent du billard, le plus souvent sous l’angle des joueurs professionnels et des paris : L'Arnaqueur (The Hustler) de Robert Rossen (1961), La Couleur de l'argent (The Color of Money) de Martin Scorsese (1986), Stickmen de Hamish Rothwell (2001). La série télévisée La Quatrième Dimension a consacré un épisode sur le sujet, Le Joueur de billard (1961).

### Expressions
L’expression « passer sur le billard » ou « monter sur le billard » signifie « subir une opération chirurgicale ». Elle a une origine obscure et diverses explications sont proposées.
À la fin du XIXe siècle, la maison Heymen-Billard fondée à l'origine par Louis Alexandre Billard (vers 1809-1884, médecin et dentiste), fabrique sous le nom Billard des fauteuils dentaires. De par leur succès, le patient « passait sur le billard », au sens de « passer sur le fauteuil dentaire », l'expression aurait ainsi été étendue à l'ensemble des opérations chirurgicales.
Les tables de billard ont été utilisées dans des circonstances extrêmes comme tables d’opérations. Napoléon aimait tout comme ses lieutenants le billard et ils en transportaient lors de leurs campagnes, ces tables de billard auraient été utilisées par les chirurgiens[réf. nécessaire].
Durant la guerre de 1870, le café des Soquettes à Sedan se serait transformé en hôpital provisoire. Les blessés du champ de bataille, dont le maréchal Mac-Mahon, auraient été soignés sur les tables de billard du restaurant[réf. nécessaire]. Cela a été à nouveau le cas durant la Première Guerre mondiale[réf. nécessaire].
Une autre explication est attribuée au linguiste Gaston Esnault (1874-1971), avec comme contexte encore la Première Guerre mondiale. Les soldats auraient comparé le no man's land à une table de billard, plate et régulière, par opposition aux tranchées dans lesquelles ils attendaient de se lancer au combat. Les blessés étaient souvent soignés et opérés sur place. Ceux qui mourraient « restaient sur le billard », ce qui donne lieu à une variante de l’expression. L’expression « rester sur le billard » signifie ainsi « mourir durant une opération ».
« Dévisser son billard » signifie « mourir » et serait apparue au milieu du XIXe siècle en argot. L’extrémité de la queue utilisée pour jouer au billard était dévissée en fin de partie, d’où l’image de la fin, de la mort.
En football, le mot « billard » peut désigner une pelouse particulièrement lisse et bien entretenue.

#### Le billard dans l'art
- Victor Claass, Jeux de position. Sur quelques billards peints, Paris, Institut national d'histoire de l'art, 2021.